# جامعة بيرادينيا
جامعة بيرادينيا [[إنج|University of Peradeniya]] (بالسنهالية: පේරාදෙණිය විශ්ව විද්‍යාලය)‏، (بالتاميلية: பேராதனைப் பல்கலைக்கழகம்)‏ هي جامعة حكومية في سري لانكا، حاصلة على تمويل من لجنة المنح الجامعية.  وهي أكبر وأقدم جامعة في سري لانكا، التي تأسست أصلاً باسم جامعة سيلان في عام 1942.
تحتوي جامعة بيرادينيا على تسع كليات (بما في ذلك كلية الإدارة المضافة حديثًا)، ومعهدين للدراسات العليا، و10 مراكز، ,73 قسمًا، وتدرس حوالي 11000 طالب في مجالات الطب والزراعة والفنون والعلوم والهندسة وعلوم الأسنان والطب البيطري وعلوم الحيوان، والإدارة وعلوم الصحة المتحالفة.  تدعي أن لديها أكبر مؤسسة حكومية من قبل مؤسسة التعليم العالي في سري لانكا، بناءً على عدد كبير من الموظفين والكليات/الإدارات. 

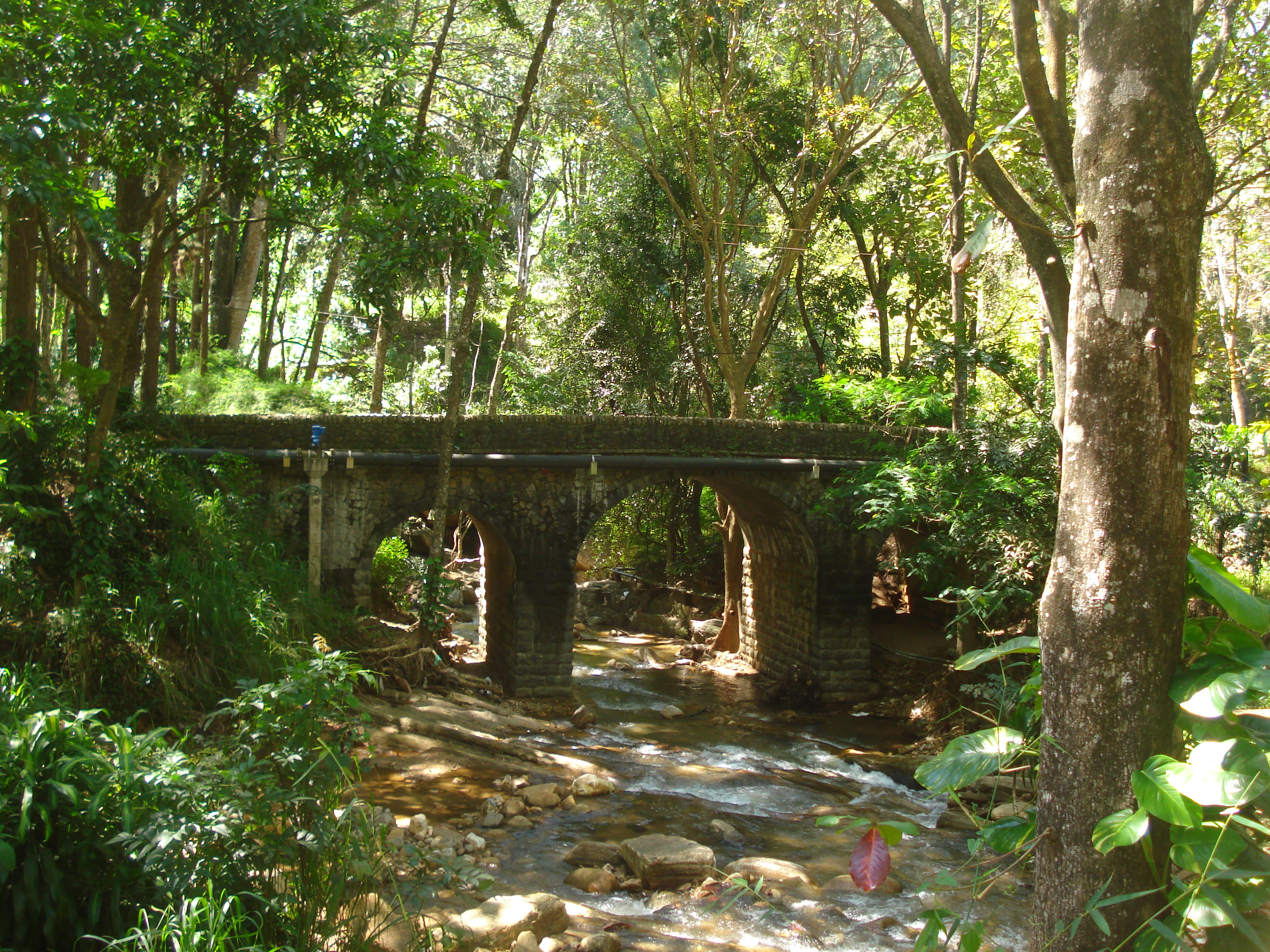
جسر داخل الجامعة.

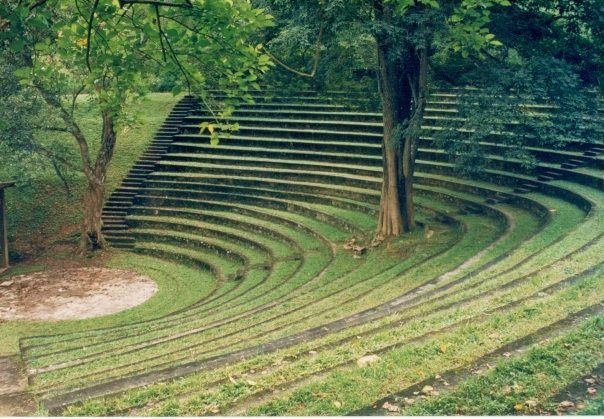
مسرح سارتشاتشاندرا في الهواء الطلق في جامعة بيرادينيا، وهو مسرح تاريخي معروف والوحيد من نوعه في سري لانكا. تم بناؤه وفقًا للأسلوب المعماري للمسارح اليونانية القديمة وتم تسميته في ذكرى ايدريويرا سارتشاتشاندرا، الكاتب المسرحي المميز في سريلانكا.

## الكليات والمؤسسات

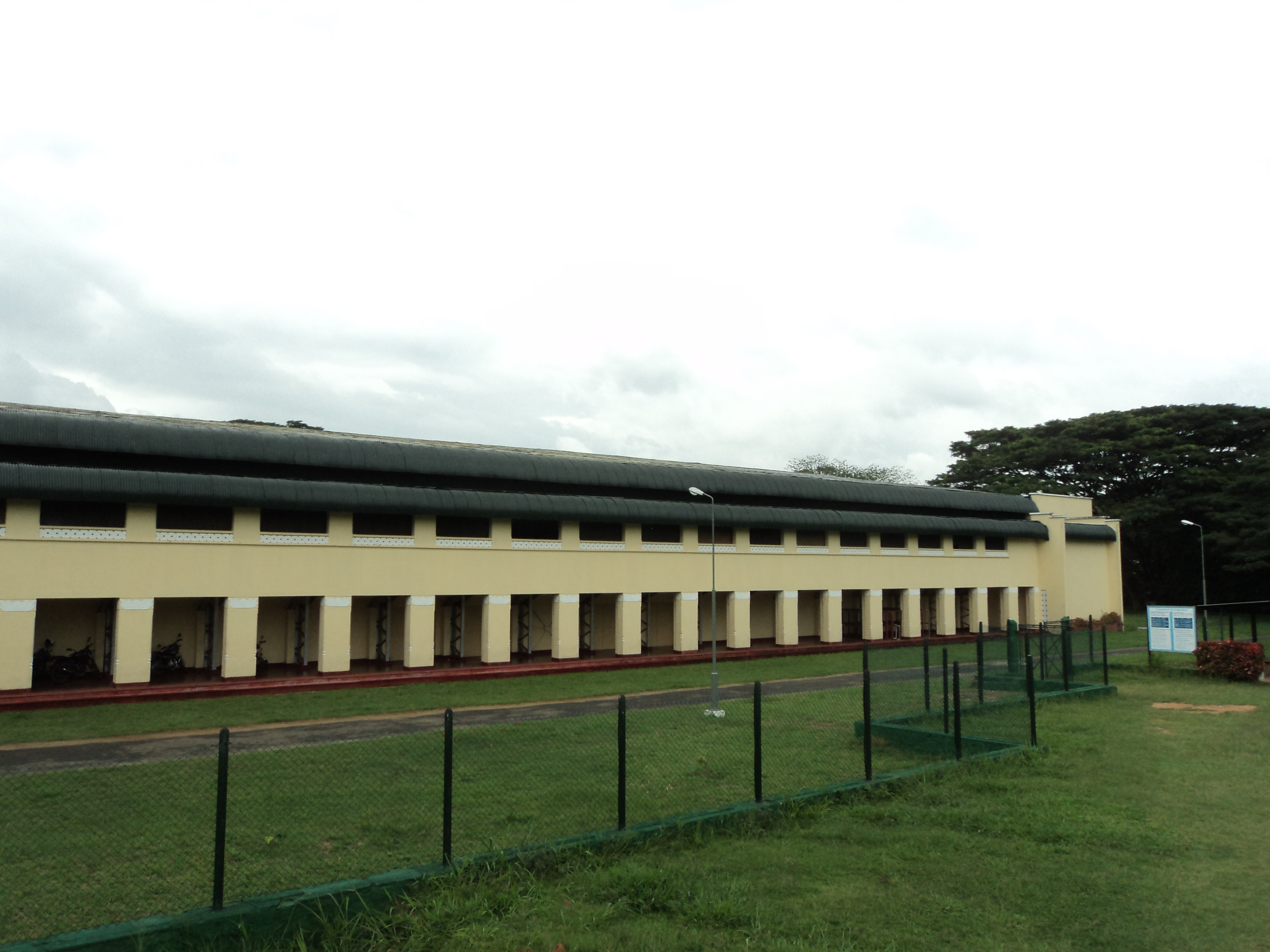
الجمنازيوم

## المرافق السكنية

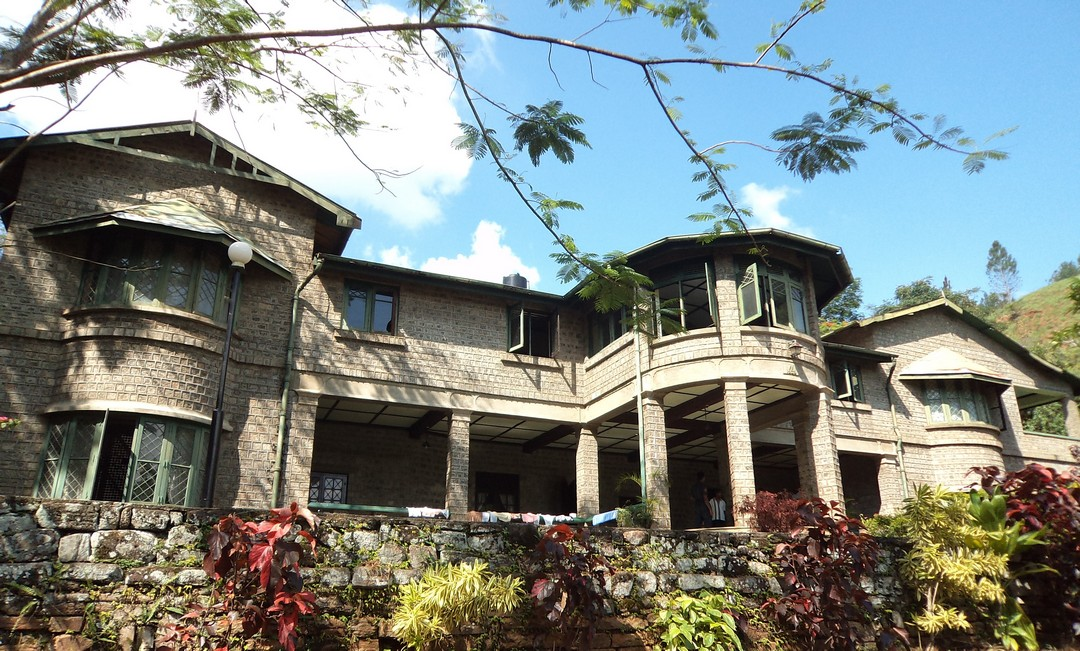
جامعة بيرادينيا

جامعة بيرادينيا هي الجامعة السكنية الوحيدة في سريلانكا. يوفر مرافق سكنية لمعظم طلاب المرحلة الجامعية وجميع أعضاء هيئة التدريس والضيوف. ثلاثة منازل ضيوف - غال بانغالاوا، أبر هانتانا جيست هاوس وليدي هيل كانت فندق سياحي - تخضع لإدارة الجامعة. قاعات سكنية للطلاب الجامعيين:
| - رجال - قاعة أروناشالام - قاعة أكبر - أندرياس نيل هول - جيمس بيريس هول - قاعة هيندغالا - قاعة جياتيليك - قاعة ماركوس فرناندو - قاعة مارز - قاعة أكبر جديدة - قاعة ساراسافي أويانا - قاعة سيناكا للإنجيل - قاعة السير إيفور جينينغز | - نساء - نزل المرأة - نزل ماهيلوبالاما للسيدات - قاعة هيلدا اوبيسكارا - قاعة راماناثان - قاعة سانجاميتا - قاعة وييجواردي - قاعة كيلبانالا |

## روابط خارجية
- الموقع الرسمي
- جامعة بيرادينيا : بدايات فخور
- لجنة المنح الجامعية في سري لانكا
- تاريخ قصير جامعة بيرادينيا: رياح التغيير